# Каценелнбоген
Каценелнбоген (њем. Katzenelnbogen) град је у њемачкој савезној држави Рајна-Палатинат. Једно је од 137 општинских средишта округа Рајн-Лан. Према процјени из 2010. у граду је живјело 2.151 становника. Посједује регионалну шифру (AGS) 7141068.

## Географски и демографски подаци
Каценелнбоген се налази у савезној држави Рајна-Палатинат у округу Рајн-Лан. Град се налази на надморској висини од 280 метара. Површина општине износи 9,2 km². У самом граду је, према процјени из 2010. године, живјело 2.151 становника. Просјечна густина становништва износи 234 становника/km².